# Pseudocalamobius javanicus
Pseudocalamobius javanicus là một loài bọ cánh cứng trong họ Cerambycidae.